# Baltic Open
El Torneig de Jūrmala, conegut oficialment com a Baltic Open, és un torneig professional de tennis que es disputa sobre terra batuda. Actualment pertany als International Tournaments del circuit WTA femení i se celebra al National Tennis Centre Lielupe de Jūrmala, Letònia.
El torneig va néixer en substitució del torneig Moscow River Cup que es disputava a Moscou.

## Palmarès

### Individual femení
| Any  | Campiona                                                           | Finalista                                                          | Resultat                                                           |
| ---- | ------------------------------------------------------------------ | ------------------------------------------------------------------ | ------------------------------------------------------------------ |
| 2020 | Torneig suspès a causa de la pandèmia per coronavirus de 2019-2020 | Torneig suspès a causa de la pandèmia per coronavirus de 2019-2020 | Torneig suspès a causa de la pandèmia per coronavirus de 2019-2020 |
| 2019 | Anastasija Sevastova                                               | Katarzyna Kawa                                                     | 3−6, 7−5, 6−4                                                      |

### Dobles femenins
| Any  | Campiones                                                          | Finalistes                                                         | Resultat                                                           |
| ---- | ------------------------------------------------------------------ | ------------------------------------------------------------------ | ------------------------------------------------------------------ |
| 2020 | Torneig suspès a causa de la pandèmia per coronavirus de 2019-2020 | Torneig suspès a causa de la pandèmia per coronavirus de 2019-2020 | Torneig suspès a causa de la pandèmia per coronavirus de 2019-2020 |
| 2019 | Sharon Fichman Nina Stojanović                                     | Jeļena Ostapenko Galina Voskoboeva                                 | 2−6, 7−6(1), [10−6]                                                |